# Hansboro
Le village américain de Hansboro est située dans le comté de Towner, dans l’État du Dakota du Nord. Lors du recensement de 2010, sa population s’élevait à 12 habitants.

## Démographie
| 1920 | 1930 | 1940 | 1950 | 1960 | 1970 |
| ---- | ---- | ---- | ---- | ---- | ---- |
| 218  | 176  | 196  | 134  | 143  | 49   |

| 1980 | 1990 | 2000 | 2010 | - | - |
| ---- | ---- | ---- | ---- | - | - |
| 43   | 20   | 8    | 12   | - | - |

## Source
- (en) Cet article est partiellement ou en totalité issu de l’article de Wikipédia en anglais intitulé « Hansboro, North Dakota » (voir la liste des auteurs).